# Opsariichthys hieni
 Opsariichthys hieni és una espècie de peix cipriniforme de la família dels ciprínids.